# Fania All-Stars
Fania All Stars est un supergroupe américain, originaire de New York, réunissant les musiciens et chanteurs du label discographique Fania.

## Histoire
En 1968, Jerry Masucci pêchait à Acapulco quand les promoteurs Jack Hooke et Ralph Mercado (qui a codirigé le club Cheetah de Manhattan et futur président de la maison de disques RMM = Ralph Mercado Management / Ritmo 
Mundo Musical) lui téléphonent avec l'idée de mettre en scène toutes les stars de Fania, Fania All-Star (en anglais : Fania All-Stars), ainsi que des guests stars (Tito Puente de Tico Records, Eddie Palmieri et Richie Ray et Bobby Cruz d'Alegre Records) pour un concert événement promotionnel au Red Garter de Greenwich Village; le concert fait salle comble ; La descarga Live at the Red Garter s'est mal vendue à l'époque.
Masucci décide de filmer le  prochain concert. Le 26 août 1971, Jerry Masucci et Ralph Mercado organisent ce concert au Cheetah. Le public est 2 fois plus nombreux (plus de 5 000  personnes). L'album Live at Cheetah vols 1 et 2 sera l'album de musique latine le plus vendu à ce jour.
Un autre film suit : Our Latin Thing (Nuestra Cosa Latina) (1972), coproduit par Jerry Masucci et Larry Harlow sous la direction de Leon Gast, etc.
Après des concerts faisant salle comble à Porto Rico, Chicago et au Panama, le Fania All  Stars ont fait leur première apparition au Yankee Stadium (capacité de 60 000 places) de New York le 24 août 1973,, avec les principales vedettes de Fania : Ray Barretto, Willie Colón, Larry Harlow, Johnny Pacheco, Roberto Roena, Bobby Valentin et d'autres musiciens invités à faire le bœuf (descarga) : Manu Dibango, Mongo Santamaría et Jorge Santana (le plus jeune frère de Carlos Santana). Sur une des faces de l'album Latin-Soul-Rock (1974), on trouve des enregistrements de ce concert et une partie concert au Roberto Clemente Coliseum à San Juan, Porto Rico.
En septembre 1974, Fania All Stars donne un concert au stade de Kinshasa (république démocratique du Congo ex-Zaïre) (80 000 places), filmé sous le titre Live in Africa (publié en Angleterre sous le titre Salsa Madness en 1991), lors d'un festival de musique auquel participait également Stevie Wonder et  d'autres, organisé conjointement avec le combat de boxe poids-lourds Mohamed Ali et George Foreman.
Les Fania All Stars retournent au Yankee Stadium en 1975 (double album Live at Yankee Stadium 1975), avec au chant Celia Cruz, Héctor Lavoe, Cheo Feliciano, Ismael Miranda, Justo Betancourt, Ismael Quintana, Pete « El Conde » Rodríguez, Bobby Cruz et Santos Colón.
Afin d'élargir son marché, Fania s'est associée à Columbia Records aux États-Unis pour une série d'albums. Le premier projet Delicate & Jumpy (1976) était une collaboration avec Steve Winwood avec Fania All-Stars réduite à une section rythmique constituée de Johnny Pacheco, Bobby Valentin, Ray Barretto, Roberto Roena, Nicky Marrero et Papo Lucca, sorti sur chez Columbia Records aux États-Unis et Island au Royaume-Uni. 
Island Records distribue au Royaume-Uni la collection Salsa! and Live. En 1976, Fania All-Stars donne un unique concert mémorable au Lyceum Theatre de Londres (salle comble), avec la participation de Steve Winwood. Sur l'album Tribute to Tito Rodríguez figure pour la première fois le chanteur Rubén Blades. Sur l'album Rhythm Machine, (Columbia Records) on retrouve le joueur de clavier Bob James (producteur exécutif) et le guitariste Eric Gale ; Sur Spanish Fever (1978) sont invités Maynard Ferguson, Hubert Laws, David Sanborn, Eric Gale et d'autres.
En septembre 1978, ils donnent un concert au Madison Square Garden. Le dernier album avec Columbia Records, Havana Jam est un concert historique enregistré le 3 mars 1979 à la Havane, Cuba, avec la participation de Billy Joel, Rita Coolidge, Kris Kristofferson, Stephen Stills et Weather Report, ainsi que les groupes cubains Irakere et Orquesta Aragón.
Dans les années 1980, la Fania décline à cause d'un film qui n'aura aucun succès, des problèmes de droits d'auteur impayés, l'échec du catapultage de la salsa dans le marché américain avec Columbia Records et Atlantic, et l'arrivée des modes du merengue dominicain durant la première moitié de la décennie puis celle de la salsa romantique de Porto Rico à la fin des années 1980 et au début des années 1990.
Ils sortent deux albums latin jazz : California Jam et Guasasa ; puis Social Change (1981) destiné au marché américain avec Steel Pulse et Gato Barbieri, Bamboleo (1988) avec quatre versions salsa des Gipsy Kings, Commitment, Latin Connection, Lo Que Pide La Gente et Viva La Charanga.
En 1994, le groupe fête les 30 ans de Fania Records par 3 concerts à San Juan, Miami, et New York.

## Discographie

### Albums studio
- 1975 : Fania All-Stars
- 1976 : A Tribute to Tito Rodriguez
- 1976 : Delicate and Jumpy
- 1977 : Rhythm Machine
- 1978 : Spanish Fever
- 1979 : Cross Over
- 1980 : Commitment
- 1980 : California Jam
- 1981 : Social Change
- 1981 : Latin Connection
- 1984 : Lo Que Pide La Gente
- 1986 : Viva La Charanga
- 1988 : Latin Jazz Fusion
- 1988 : Bamboleo (reprises des Gipsy Kings)
- 1989 : Guasasa
- 1997 : Bravo 97 (reprises de Los Van Van)
- 2000 : Golden Drops

### Albums live
- 1968 : Live at the Red Garter, Vol. 1-2
- 1971 : Live at the Cheetah, Vol. 1
- 1971 : Live at the Cheetah, Vol. 2
- 1974 : Latin-Soul-Rock
- 1975 : Live at Yankee Stadium, Vols. 1-2
- 1978 : Live Madison Sqare Garden
- 1979 : Habana Jam
- 1986 : Fania All-Stars in Japan
- 1986 : Live in Africa
- 2000 : En Concierto En Cali Colombia